# Clare Longrigg
Clare Selina Longrigg (* 23. August 1963 in England) ist eine britische Journalistin, Autorin und Mafia-Expertin.
Geboren in der Familie des Schriftstellers Roger Longrigg und seiner Frau Jane Catherine Chichester (1929–2016), die ebenfalls schriftstellerisch tätig war. Sie hat zwei Schwestern. Sie ist verheiratet, hat zwei Kinder und lebt in London.
Bereits als Teenager reiste sie nach Sizilien und war von der verwirrenden Symbiose einer beeindruckenden Landschaft mit großzügigen Menschen und einer mysteriösen, gewalttätigen Subkultur überwältigt. Das war die Zeit, in der die Mafia den Drogenhandel aufgebaut hatte und nach einer jahrelangen Durststrecke wieder begann, Vermögen anzusammeln. Die Verfolgungen der Behörden und die Attentate auf ihre Vertreter nahmen zu. Longrigg unterhielt sich mit den Frauen, die mit der Mafia in Verbindung standen, um die Widersprüche für sich zu enträtseln. Diese Frauen begannen, gegen die „Mafiakiller“ auszusagen und allmählich verstand sie, dass diese Mörder liebenswerte Ehefrauen, Kinder und Mütter hatten. Sie interessierte, was diese Männer antrieb, welchen Konflikten und Ambitionen sie ausgesetzt waren und wie eine Verweigerung ausgesehen hätte. An ihrem ersten Buch arbeitete sie fünf Jahre, je sechs Monate davon in Sizilien und Neapel. In dieser Zeit schrieb sie für The Guardian und The Independent.
Das zweite Buch entstand, weil sie vom Feuilletonredakteur des Independent gefragt worden war, wie es bei der italo-amerikanischen Mafia und ihren Frauenfiguren aussah. Für die Recherchen vor Ort war sie ein Jahr in den USA. Sie war dort auf der Spur von korrupten Politikern mit Spielsucht, Intrigen mit FBI-Agenten und einer Anwältin, die sich in einen gefangenen Mafioso verliebte und ihr Leben ruinierte, um ihn zu retten. Solche Biografien hätte sie sich nicht ausdenken können. Nachdem sie nach London zurückgekehrt war, wurde sie um eine Biografie von Bernardo Provenzano, dem „Boss der Bosse“, gefragt. Ihr Ehrgeiz, seine Geheimnisse zu ergründen, die vom Hörensagen sehr widersprüchlich waren, und ihre Liebe zu Sizilien führte sie wieder dorthin.

## Veröffentlichungen
- Mafia Women, das die Frauen ins Blickfeld nimmt, die hinter den Mafiosies stehen,
- No Questions Asked über die Frauen, die in der Cosa Nostra der USA aktiv sind und

- der Krimi Boss of Bosses: How One Man Saved the Sicilian Mafia.